# Adrienne Frantz
Adrienne Danielle Frantz (Mount Clemens, 7 giugno 1978) è un'attrice e cantante statunitense.

## Carriera
È nota soprattutto per il ruolo di Amber Moore nelle soap opera Beautiful, dal 1997 al 2005, ricoperto anche in Febbre d'amore, dal 2006 al 2010, ruolo per il quale ha vinto il Young Artist Award nel 1999 e il Premio Emmy nel 2000 come migliore attrice giovane. Nel 2010, ritorna, per la seconda volta, a Beautiful interpretando sempre l'ambigua Amber Moore, ma, solo tre anni dopo, nel 2013, il personaggio interpretato da lei, esce di nuovo di scena.
Alla carriera di attrice affianca anche quella di cantante: nel 1997 ha vinto il Los Angeles International Music Awards come voce femminile e nel 2007 ha pubblicato su etichetta Wrong Records l'album Anomaly.
Ha recitato anche in alcuni film per il cinema e in serie televisive come Six Feet Under nel 2002.

## Vita privata
L'11 novembre 2011 si è sposata con l'attore Scott Bailey e il 1º dicembre 2015 è nata la loro primogenita, Amélie Irene Bailey.

## Filmografia

### Cinema
- Hack!, regia di Matt Flynn (2007)
- Ed Gein: The Butcher of Plainfield, regia di Michael Feifer (2007)
- Donna on Demand, regia di Corbin Bernsen (2008)
- I Married Who?, regia di Kevin Connor (2012)
- The Perfect Girlfriend (2015)

### Televisione
- Sunset Beach – serie TV, 48 episodi (1997)
- Beautiful – soap opera TV (1997-2005, 2010-2013)
- Hollywood Squares – show TV, 1 puntata (2002)
- Soap Talk – talk show TV, 3 puntate (2003-2004)
- Febbre d'amore – soap opera TV (2006-2010, 2013)
- Days of Our Lives: Beyond Salem, regia di Sonia Blangiardo, Noel Maxam e Albert Alarr – miniserie TV (2021)

### Doppiatrice
- La famiglia della giungla – serie animata TV, 1 episodio (2000)
- As Told by Ginger – serie animata TV, 2 episodi (2000)

## Premi
Emmy Awards
Vinti:
- Miglior giovane attrice in una serie drammatica, per Beautiful (2001)

Nomination:
- Miglior giovane attrice in una serie drammatica, per Beautiful (2000)
- Miglior giovane attrice in una serie drammatica, per Beautiful (2003)

Soap Opera Digest Awards
Nomination:
- Miglior giovane attrice protagonista in una soap opera, per Beautiful (2000)
- Miglior giovane attrice protagonista in una soap opera, per Beautiful (2001)

Young Artist Awards
Vinti:
- Miglior giovane attrice in una soap opera, per Beautiful (1999)

Nomination:
- Miglior giovane attrice in una soap opera, per Beautiful (2000)

## Doppiatrici italiane
In Italia, Adrienne Frantz è stata doppiata da:
- Ilaria Stagni in Beautiful (1997-2005)
- Monica Ward in Beautiful (2011-2013)
- Sonia Mazza in Febbre d'amore
- Ilaria Giorgino in Hack!